# Hassiba Ben Bouali
Hassiba Ben Bouali (in arabo حسيبة بن بوعلي‎?; Sendjas, 18 gennaio 1938 – Algeri, 9 ottobre 1957) è stata una rivoluzionaria algerina, combattente nella guerra d'Algeria, nelle file del Fronte di Liberazione Nazionale. Morì nel bombardamento del suo nascondiglio nella casba di Algeri insieme ad altri suoi tre compagni, nell'ambito della battaglia di Algeri.
Nel film La battaglia di Algeri venne impersonata dall'attrice Fusia El Kader.